# Irina Tsílik
Irina Tsílik (en ucraïnès: Ірина Цілик) (Kíiv, 18 de novembre de 1982) és una cineasta i escriptora ucraïnesa, membre del PEN Club Internacional d'Ucraïna. Va guanyar el Premi de direcció de documental de cinema mundial per la pel·lícula The Earth Is Blue as an Orange al Festival de Cinema de Sundance de 2020.

## Biografia i carrera
Irina Tsílik va néixer a Kíiv. Graduada summa cum laude per la Universitat Nacional de Teatre, Cinematografia i Televisió de Kíiv, coneguda com 
Karpénka-Kàrogo, va començar a treballar com a ajudant de direcció en producció publicitària i posteriorment es va iniciar com a directora en una indústria cinematogràfica.
És també autora de diversos llibres de poesia, prosa, i de llibres infantils. Algunes de les seves obres han estat traduïdes a l'anglès, alemany, francès, polonès, lituà, txec, romanès, català i suec. S'han presentat a diferents festivals i esdeveniments literaris internacionals, com ara el Meridian Czernowitz d'Ucraïna (2015-2016), el Mes de la lectura de l'autor (República Txeca, Eslovàquia 2016), la Fira del llibre de Frankfurt (2016), el Lyrik für Alle de Salzburg (2016), la Fira del llibre de Vilnius (2016), el Poesiefestival Berlin (2017), la Fira del llibre de Leipzig (2017) i el Festival literari internacional de Vilenica (Eslovènia 2008), entre d'altres.
També ha escrit lletres per a cançons, que han estat nominades al premi del Concurs de Literatura d'Ucraïna. El 2011 va ser guardonada amb el premi Coronation of word.
El novembre de 2020, el president ucraïnès, Volodímir Zelenski, va concedir a Tsílik el títol d'Artista Meritòria d'Ucraïna. Ella va negar l'honor al·legant que "acabava de començar la meva carrera en la direcció cinematogràfica" i considerava "inadequat acceptar aquests premis amb un cor lleuger en temps d'incertesa, quan molts dels meus companys de la comunitat cinematogràfica estaven ofesos per les accions injustes de l'actual govern". Uns dies més tard, el decret que atorgava el títol a Tsílik va desaparèixer del lloc web oficial de l'Oficina del President d'Ucraïna.
Irina Tsílik és membre de PEN Ucraïna, de l'associació PEN International, l'objectiu de la qual és reunir escriptors de tots els països per defensar mitjançant la creació els valors de pau, tolerància i llibertat.

## Pel·lícules
- Hora blava (Вдосвіта; curt de ficció). 10', 2008.
- Commemoració (Помин; pel·lícula de ficció baixa). 24', 2012. Premi del Jurat Ecumènic al Festival de Cinema Internacional Molodist. La pel·lícula es va incloure a l'almanac de curts "Ukrainian New Wave. Romantigue", distribuït a Ucraïna el 2013.

- Casa (Дім; pel·lícula de ficció baixa). 12', 2016. FIPRESCI (Federació Internacional de la Premsa Cinematogràfica) premi al Festival Internacional de Cinema d'Odessa (Ucraïna, 2016). La pel·lícula es va incloure a l'almanac de curts "Ukrainian New Wave. 20/16+" que el 2016 es va distribuir a Ucraïna.[6]
- Tayra ("Тайра"; pel·lícula de documental baix, 10', 2017) i Nen ("Малиш"; curt documental, 15', 2017) per al cinema-almanac "Batalló Invisible".
- La terra és blava com una taronja (Земля блакитна, ніби апельсин; documental, 74', 2020). La pel·lícula es va estremar al Festival de Cinema de Sundance de 2020 (Competició Mundial de Documentals) i hi va guanyar el "Premi Direcció: Documental de Cinema Mundial".[7] L'estrena europea de la pel·lícula es va fer al Festival Internacional de Cinema de Berlín 2020 al programa Generation.[8] A més, la pel·lícula va rebre dos premis principals al Docudays UA International Human Rights Documentary Film Festival i va ser seleccionada oficialment per a la Quinzena de Doc. del Museu d'Art Modern de Nova York, el Festival Internacional de Documentals de Copenhaguen, el Festival Internacional de Documentals Canadencs Hot Docs, el Festival Internacional de Cinema de Cleveland, el Festival de Documentals de Tessalònica, el ZINEBI - Festival Internacional de Documentals i Curtmetratges de Bilbao, l'Institut d'Arts Contemporànies: Marcs de Representació (Regne Unit) i més de 60 altres festivals internacionals de cinema.

## Publicacions

### Poesia
- Fondària de Camp (Глибина різкості; col·lecció de poemes), 2016.
- Qi (Ці; col·lecció de poemes), 2007.

### Prosa
- Marques vermelles en negre (Червоні на чорному сліди; col·lecció de conte), 2015.
- Birthmarks (Родимки; col·lecció de conte), 2013.
- El dia després d'ahir (Післявчора; novell), 2008.

- La Ciutat-el conte d'Unha Amistat (МІСТОрія однієї дружби; l'aventura dels nens novell), 2016.
- Tal un aficionant vida (Таке цікаве життя; el llibre dels nens), 2015.